# Tumba de An Bei
La Tumba de Ān Bèi  (en chino, 安備墓), es un monumento funerario de 589 d. C. (dinastía Sui) de un hombre de sogdiano llamado An Bei en su epitafio chino. La tumba fue saqueada en 2006-2007, y su contenido vendido en el mercado del arte. Parte de la base de la tumba, así como el epitafio, se encuentran ahora en el Museo del Mercado Occidental Tang (大唐西市博物館) de Xi'an.

## Vida
An Bei fue probablemente un inmigrante sogdiano de tercera generación en China. Su familia era originaria de la ciudad de Bujará, como sugiere el nombre An. La familia de An llegó a China durante la dinastía Wei del Norte, y algunos de sus parientes sirvieron en la Oficina de Tributarios. El padre de Anbei se llamaba An Zhishi, y sirvió como oficial de rango medio en las guardias de honor de la corte.
Según el epitafio, An Bei vivió en Luoyang. Fue empleado de bajo rango en el cuartel general militar de un vasallo del emperador, durante la dinastía Qi del Norte . Cuando los Qi del Norte fueron reemplazados por los dinastía Zhou del Norte en 577 d. C., An Bei regresó a Luoyang, donde murió a la temprana edad de 34 años, en 589 d. C. An Bei seguía los principios morales confucianos de la piedad filial y practicaba el zoroastrismo.

## Tumba
La tumba estaba compuesta por un lecho de piedra con paneles decorativos, una estructura típica de las tumbas construidas en China en aquella época. Los paneles muestran una procesión y una caravana de personas no chinas, una escena de banquete con música y danza sogdianas, y una escena de bebida en un jardín. Un panel muestra al difunto al frente de una caravana, otro al frente de una procesión de hombres nimbados, una posible escena de ultratumba. Muchos llevan coronas pseudo-sasánidas. Otro panel muestra una escena de banquete, con danza y música. La escena del último panel parece pertenecer al más allá, mostrando a individuos báquicos, similares al Kúbera indio, bebiendo vino.
Otras tumbas conocidas de sogdianos en China suelen pertenecer a funcionarios de alto rango que eran jefes de una prefectura, o Sàbǎo (薩保, ‘protector’, ‘guardián’ ,derivado de la palabra sogdiana s'rtp'w, ‘jefe de caravana’), utilizada para los líderes nombrados por el gobierno de la comunidad de inmigrantes-mercaderes sogdianos. Por el contrario, An Bei distaba mucho de ser un aristócrata, y era una persona bastante corriente. También estaba bastante integrado en la sociedad china, ya que, según el epitafio, «Aunque es extranjero, después de una larga vida en China, no hay diferencia entre él y los chinos».

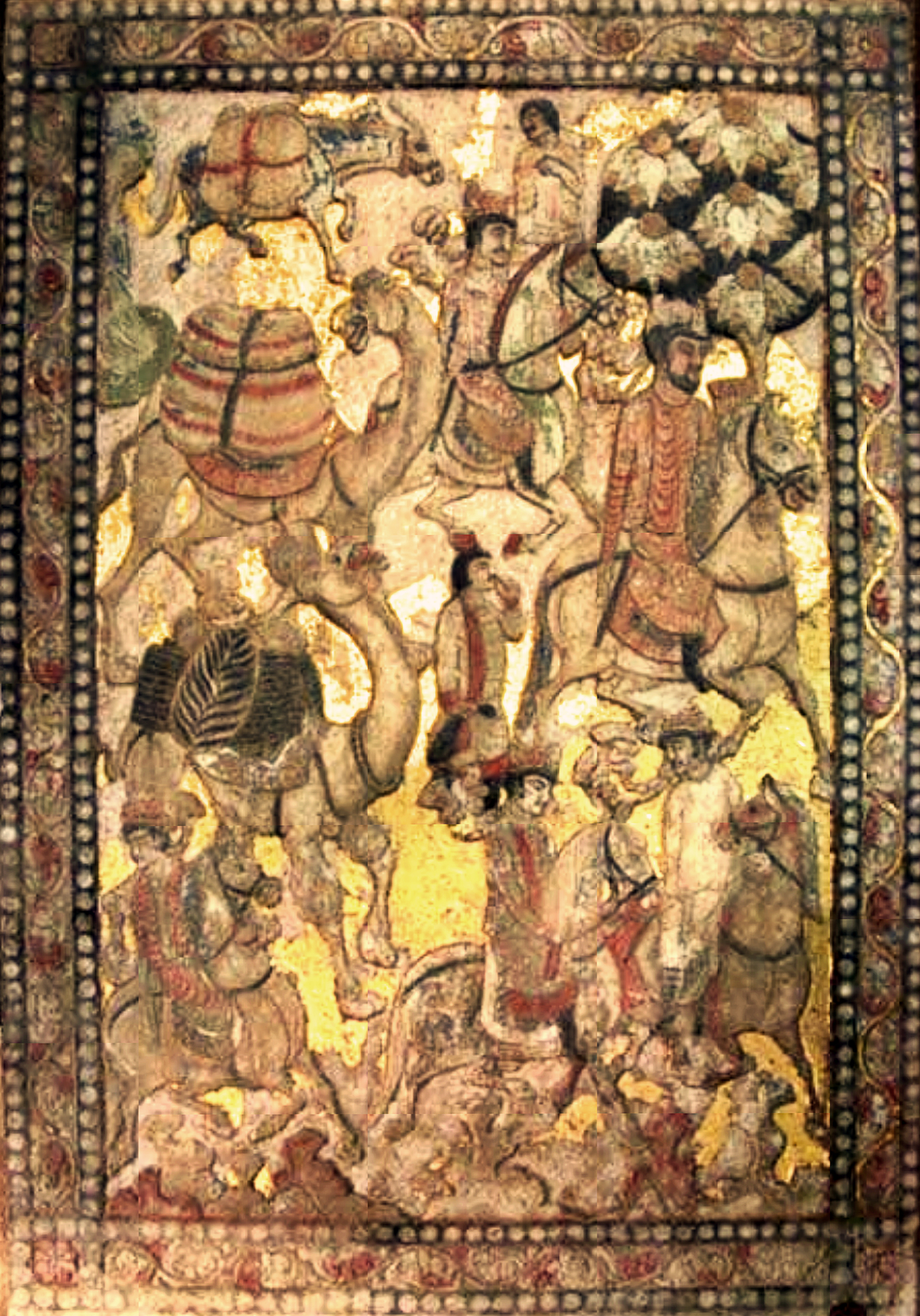
Panel funerario que muestra una caravana centroasiática liderada por An Bei.
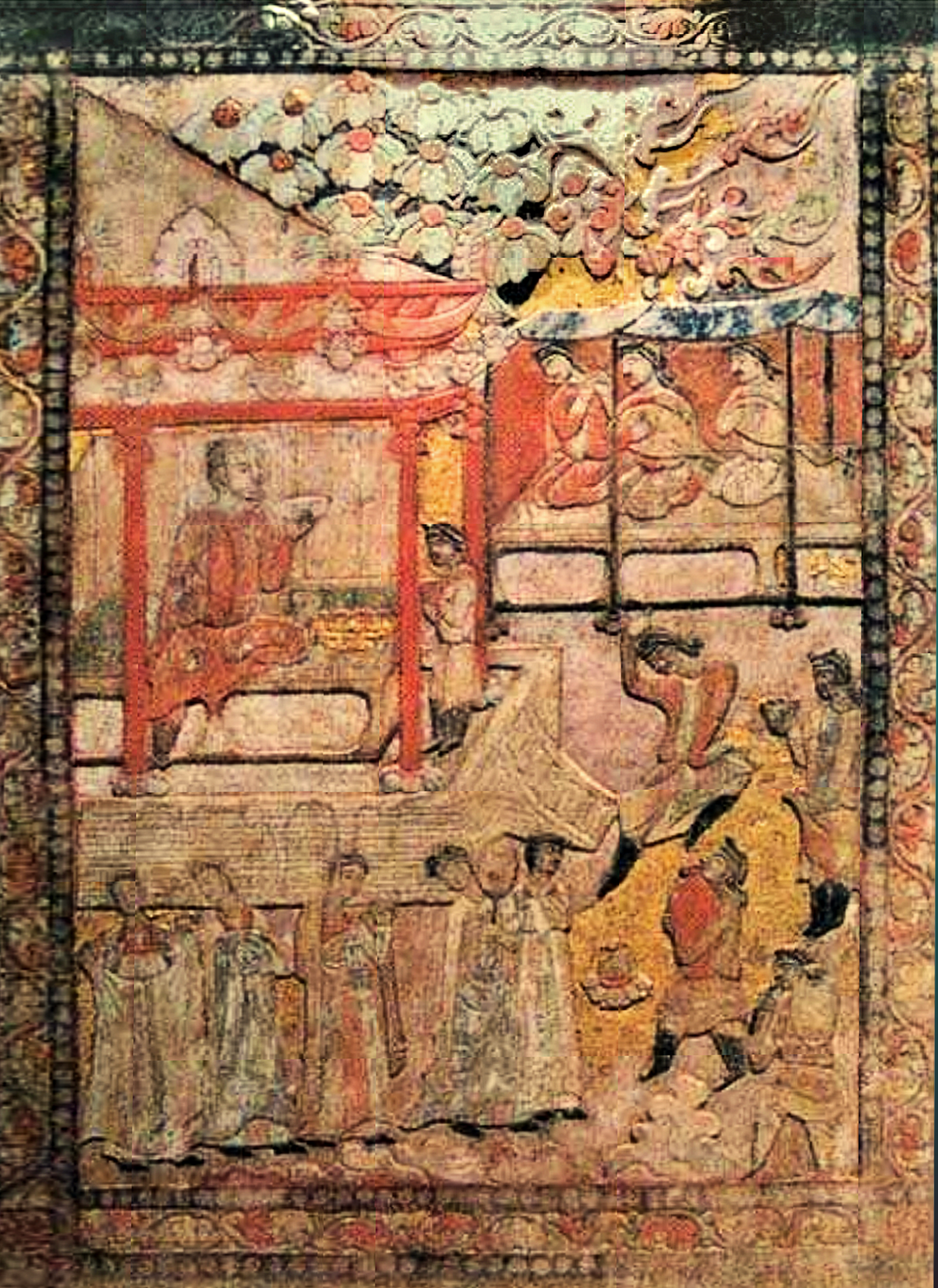
Panel de la tumba que muestra un banquete con danza y música sogdianas.
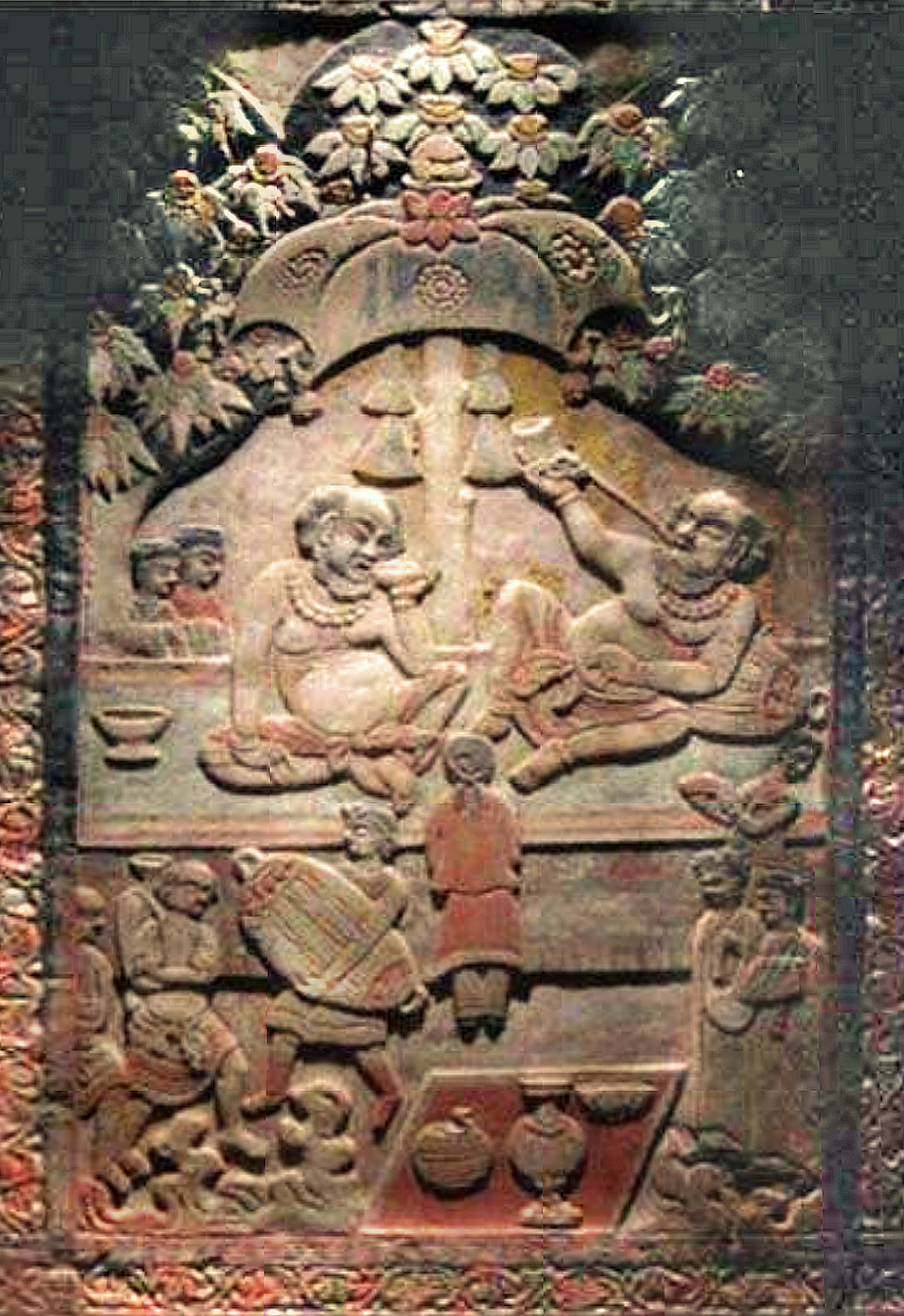
Panel de la tumba que muestra una fiesta de bebidas en un jardín.

## Referencias

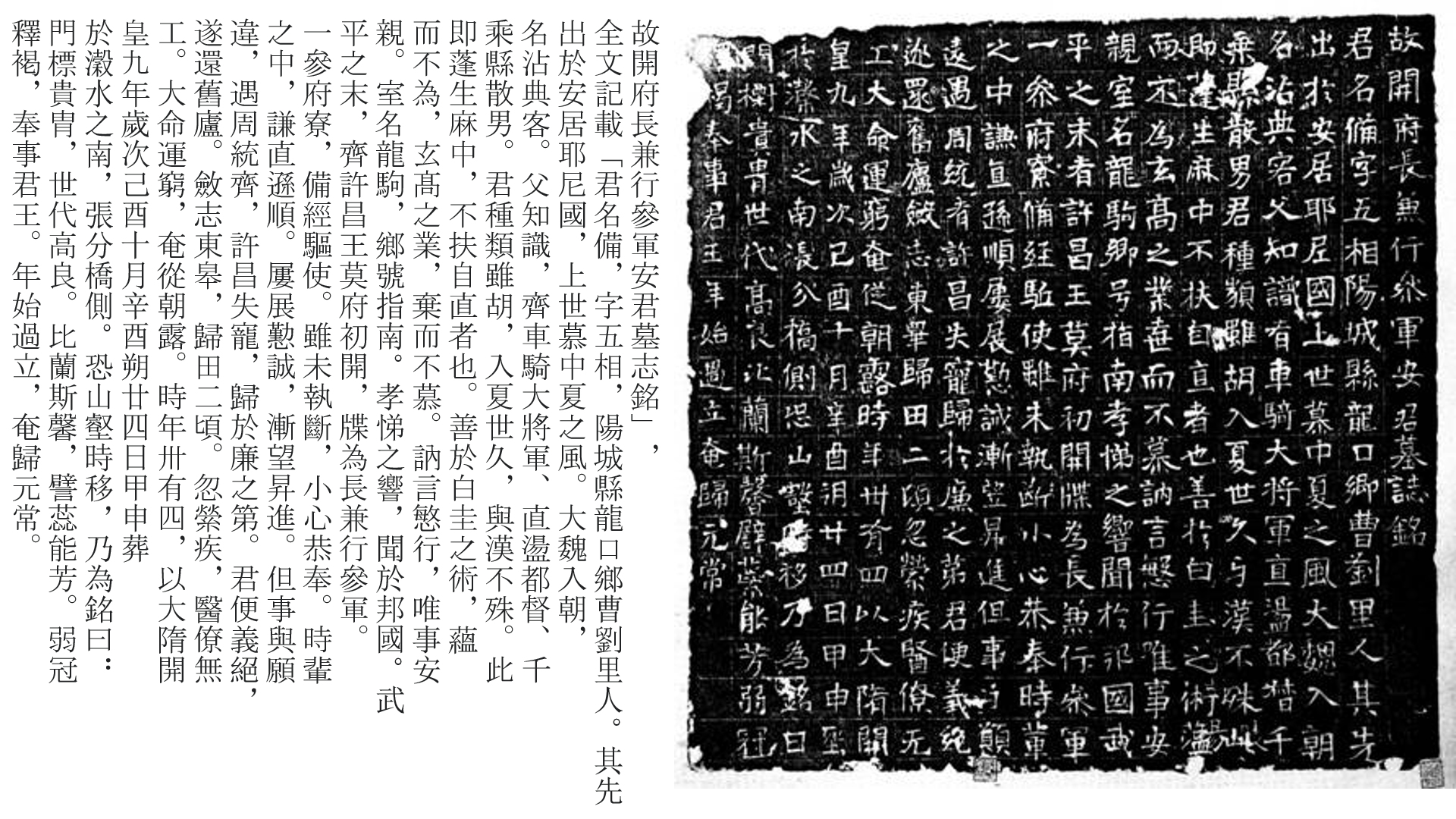
Epitafio de An Bei